# Papilio maackii
Espèce
Papilio maackii ou Paon noir de Miyama est une espèce d'insectes lépidoptères qui appartient à la famille des Papilionidae, à la sous-famille des Papilioninae et au genre Papilio. Il est originaire de Chine, du Japon, de Corée et de l'Extrême-Orient russe. On peut le rencontrer jusqu'en Asie centrale. C'est l'un des plus beaux papillons du Japon.

## Description

### Imago
Cette espèce a une envergure comprise entre 9 et 12 cm. Les ailes antérieures sont pointues et les ailes postérieures ont des queues. À l'avers, les ailes sont noires et saupoudrées d'écailles bleu-vert irisées, et sont plus ternes chez la femelle. Les ailes antérieures portent une mince bande plus claire et présentent chez le mâle une zone terne dans la partie inférieure. Les ailes postérieures portent une bande plus claire et sont noires dans leur partie marginale, avec une mince bande bleu-vert chez le mâle et une série de lunule rose chez la femelle. Au revers les ailes sont marron foncé. Les ailes antérieures sont plus clairs dans la partie marginale. Les ailes postérieures sont plus foncées dans la partie marginale et portent une série de lunules roses plus ou moins marquées. Le corps est noir et couvert d'écailles bleu-vert irisées sur la partie supérieure.

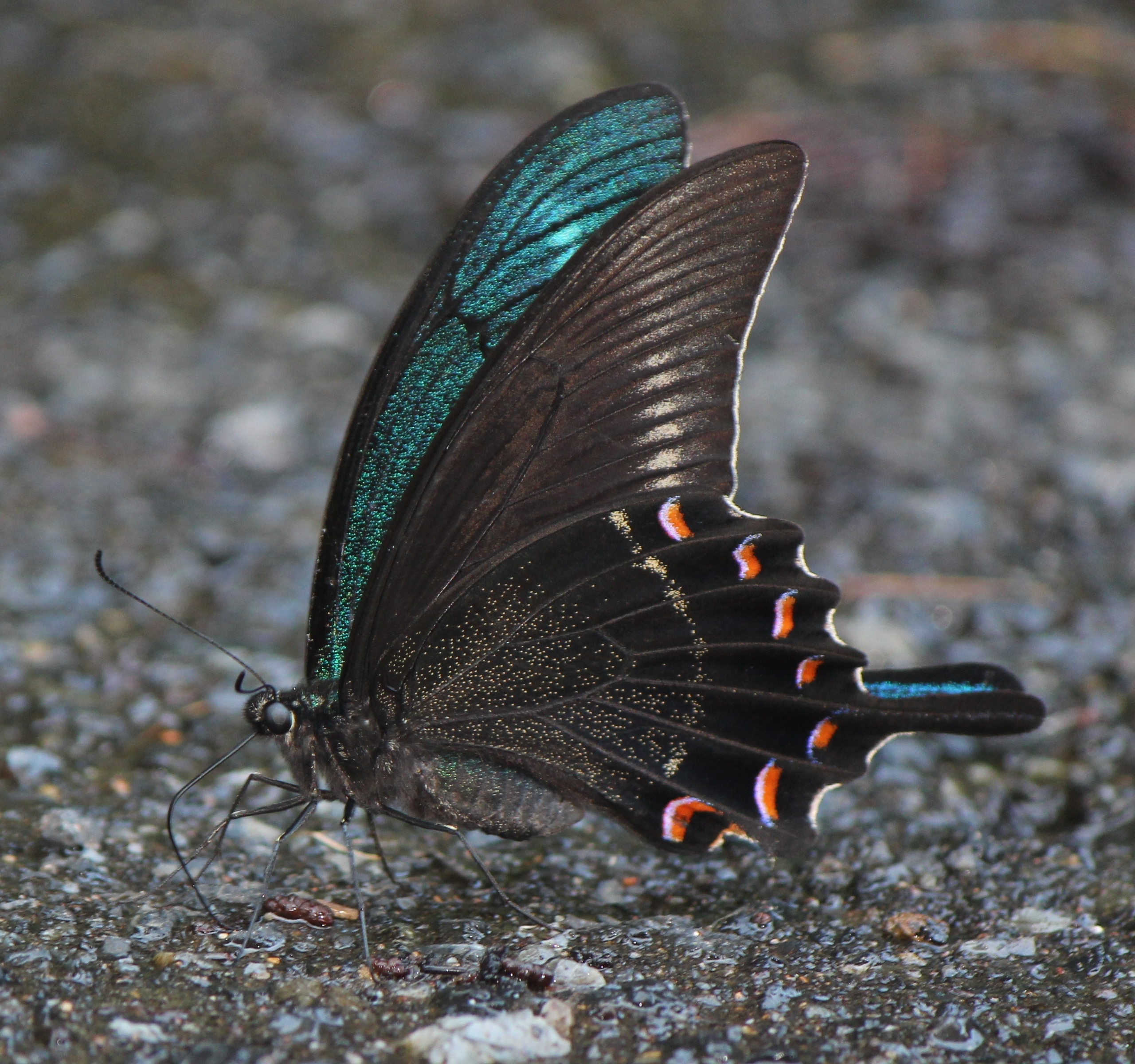
Papilio maackii, ailes repliées
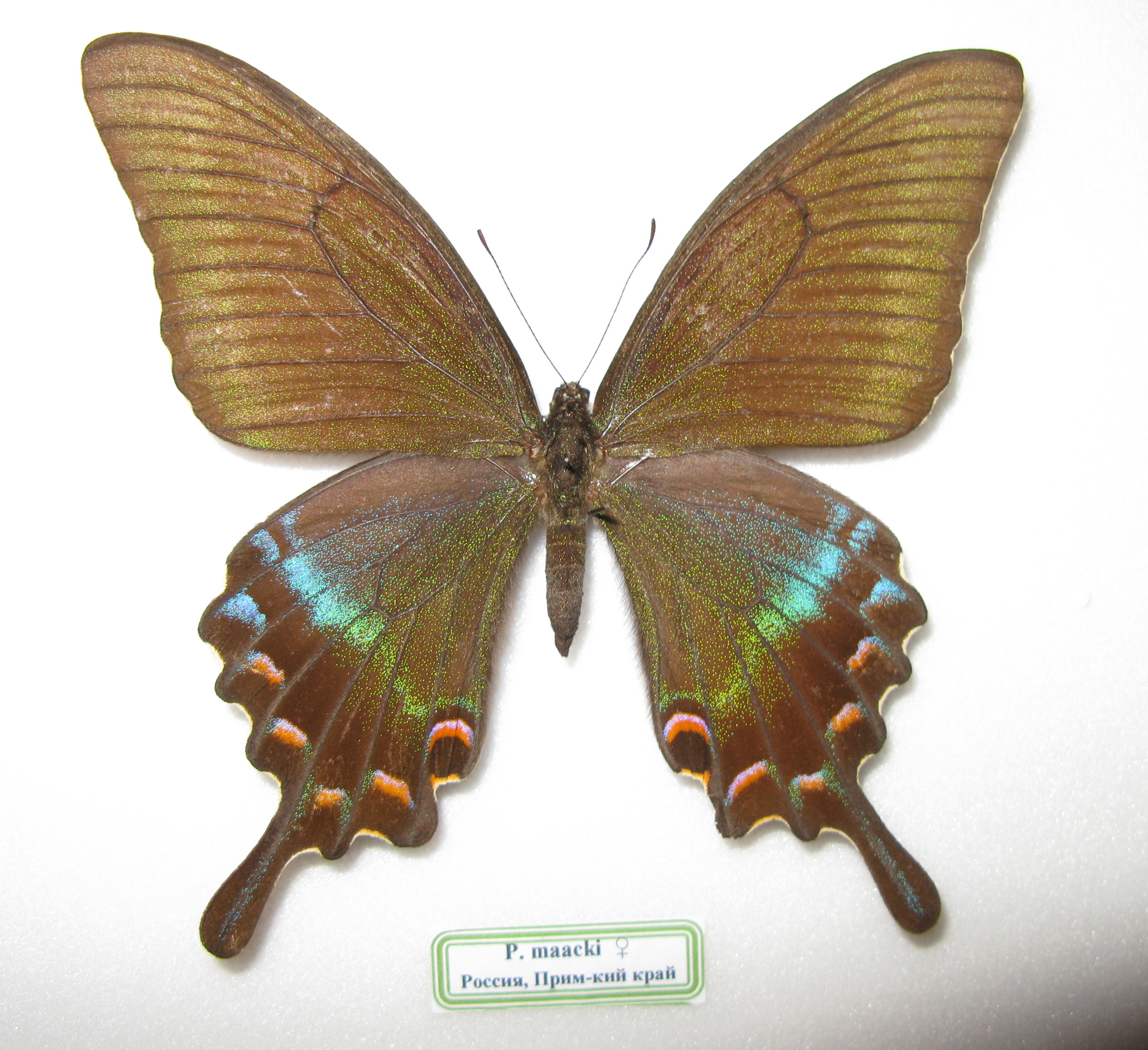
Papilio maackii (femelle)
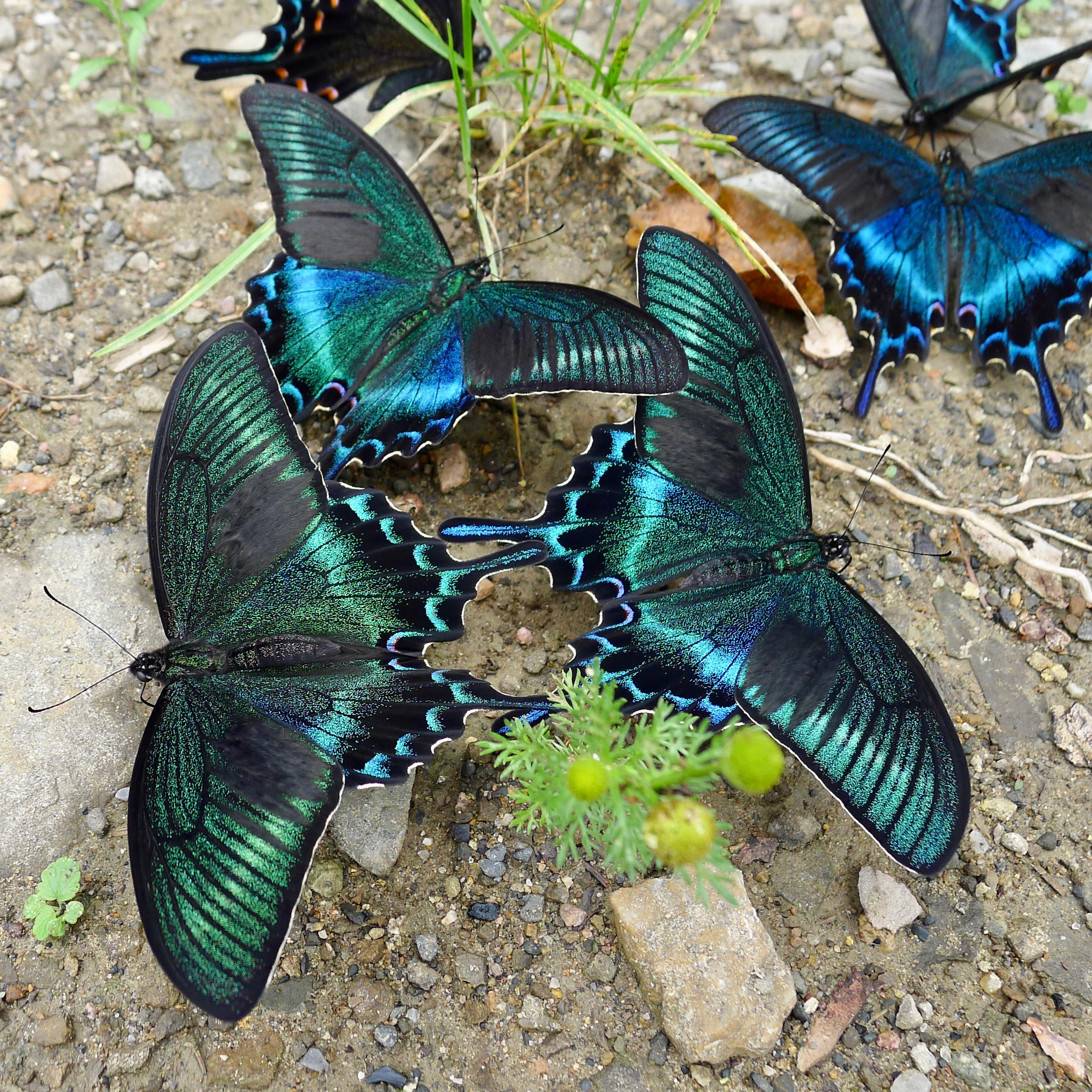
Papilio maackii, groupe d'adultes

### Juvéniles
Au dernier stade, les chenilles sont vertes avec des motifs jaunes sur le corps et une paire d'ocelles rougeâtres à l'avant du corps, qui ressemblent à des yeux et leur permet d'imiter une tête de serpent. Elles portent également une ou deux paires de petites cornes plus ou moins développées à l'arrière du corps.

## Écologie
La femelle pond ses œufs sur les plantes du genre Citrus ainsi que sur Phellodendron amurense. Zanthoxylum ailanthoides et Euodia meliifolia sont aussi cités comme plante-hôte de cette espèce.
Les chenilles se nourrissent des feuilles de leur plante-hôtes. Au cours de leur croissance elles passent par cinq stades. Elles possèdent différents moyens d'échapper au prédateur : au dernier stade elles imitent une tête de serpent (mimétisme batésien), en outre comme toutes les espèces de Papilionides elles portent derrière la tête un osmeterium, organe fourchu qui émet une substance malodorante. Arrivée à maturité la chenille se change en chrysalide sur une branche. La chrysalide est maintenue à la verticale par une ceinture de soie. Au Japon l'éclosion du papillon adulte a lieu de mai à septembre.
Le mâle a un large rayon d'action et se nourrit du nectar de plantes de la famille des Éricacées.

## Habitat
Papilio maackii peuple les forêts montagneuses et se rencontre aussi dans les forêts du littoral. L'espèce est présente dans l'est de la Chine, dans l'est de la Russie, en Corée et dans la plus grande partie des îles japonaises.

## Systématique
L'espèce a été décrite pour la première fois par Édouard Ménétriès en 1859 dans Bulletin de la Classe physico-mathématique de l'Académie impériale des sciences de Saint-Pétersbourg, à partir de spécimens trouvés en Sibérie orientale. L'espèce a été nommée en l'honneur de Richard Maack, qui fut le premier a en récolter un spécimen au cours d'une expédition en Sibérie orientale.

### Sous-espèces
Quatre sous-espèces sont identifiées,:
- Papilio maackii maackii Ménétries, 1859
- Papilio maackii tutanus Fenton, 1882
- P.apilio maackii jezoensis Matsumura, 1927
- Papilio maackii han Yoshino, 1997

## Papilio maackiiet l'Homme

### Nom vernaculaire
Papilio maackii se nomme "Alpine black swallowtail" en anglais et ミヤマカラスアゲハ ( Papillon-corbeau Miyama) en japonais.

### Menaces et conservation
L'espèce n'est pas évaluée par l'UICN. En 1985 elle n'était pas considérée comme menacée à l'échelle mondiale mais ses effectifs diminuaient rapidement en Russie.

### Philatélie

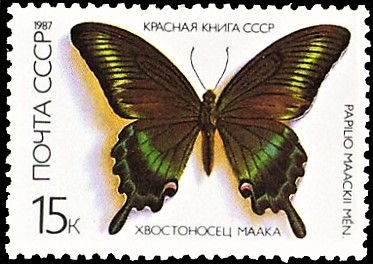
Timbre soviétique de 1987

L'espèce a été représentée à plusieurs reprises sur des timbres, notamment en URSS et en Russie.